# Wahlkreis Pescara (Senato della Repubblica)
Der Wahlkreis Pescara war von 1948 bis 2005 und ist seit 2017 wieder ein Wahlkreis (italienisch collegio elettorale) für die Wahl des Senats.

## Von 1948 bis 1993

### Wahlkreisgebiet
Der Wahlkreis umfasste 45 Gemeinden: Abbateggio, Alanno, Bolognano, Brittoli, Cappelle sul Tavo, Caramanico, Carpineto della Nora, Castiglione a Casauria, Catignano, Città Sant’Angelo, Civitaquana, Civitella Casanova, Collecorvino, Corvara, Cugnoli, Elice, Farindola, Lettomanoppello, Loreto Aprutino, Manoppello, Montebello di Bertona, Montesilvano, Moscufo, Penne, Pescara, Pescosansonesco, Pianella, Picciano, Pietranico, Roccamorice, Salle, Sant’Eufemia a Maiella, San Valentino in Abruzzo Citeriore, Serramonacesca, Spoltore, Tocco da Casauria, Torre de’ Passeri, Turrivalignani, Vicoli, Villa Celiera (Provinz Pescara), Arsita, Bisenti, Castiglione Messer Raimondo, Castilenti, Montefino (Provinz Teramo).

### Wahlergebnisse

#### Parlamentswahl 1948
| Kandidaten               | Kandidaten                 | Parteien                    | Stimmen | %    |
| ------------------------ | -------------------------- | --------------------------- | ------- | ---- |
|                          | Giuseppe Zugaro De Matteis | Democrazia Cristiana        | 51.429  | 49,1 |
|                          | Armando Cermignanigewählt  | Fronte Democratico Popolare | 34.176  | 32,6 |
|                          | Luigi Pierangeli           | Unità Socialista            | 10.784  | 10,3 |
|                          | Carlo De Fermo             | Blocco Nazionale            | 8.330   | 8,0  |
| Gesamt                   | Gesamt                     | Gesamt                      | 104.719 | 100  |
|                          |                            |                             |         |      |
| Ungültige Stimmen        | Ungültige Stimmen          | Ungültige Stimmen           | 5.007   | 4,6  |
| Wähler                   | Wähler                     | Wähler                      | 109.726 | 91,5 |
| Wahlberechtigte          | Wahlberechtigte            | Wahlberechtigte             | 119.868 |      |
|                          |                            |                             |         |      |
| Quelle: Innenministerium |                            |                             |         |      |

#### Parlamentswahl 1953
| Kandidaten               | Kandidaten                 | Parteien                                     | Stimmen | %    |
| ------------------------ | -------------------------- | -------------------------------------------- | ------- | ---- |
|                          | Giuseppe Zugaro De Matteis | Democrazia Cristiana                         | 44.623  | 40,3 |
|                          | Armando Cermignanigewählt  | Tre Stelle – Pace Libertà Lavoro (PCI – PSI) | 36.949  | 33,4 |
|                          | Giacomo Acerbo             | Partito Nazionale Monarchico                 | 14.563  | 13,2 |
|                          | Emidio Ghiotti             | Movimento Sociale Italiano                   | 7.542   | 6,8  |
|                          | Giuseppe Iachini           | Partito Socialista Democratico Italiano      | 3.671   | 3,3  |
|                          | Giuseppe Garrani           | Partito Repubblicano Italiano                | 1.642   | 1,5  |
|                          | Antonio Casulli            | Partito Liberale Italiano                    | 1.606   | 1,5  |
| Gesamt                   | Gesamt                     | Gesamt                                       | 110.596 | 100  |
|                          |                            |                                              |         |      |
| Ungültige Stimmen        | Ungültige Stimmen          | Ungültige Stimmen                            | 5.743   | 4,9  |
| Wähler                   | Wähler                     | Wähler                                       | 116.339 | 91,3 |
| Wahlberechtigte          | Wahlberechtigte            | Wahlberechtigte                              | 127.480 |      |
|                          |                            |                                              |         |      |
| Quelle: Innenministerium |                            |                                              |         |      |

#### Parlamentswahl 1958
| Kandidaten               | Kandidaten                 | Parteien                                | Stimmen | %    |
| ------------------------ | -------------------------- | --------------------------------------- | ------- | ---- |
|                          | Giuseppe Zugaro De Matteis | Democrazia Cristiana                    | 47.472  | 40,4 |
|                          | Vincenzo Chiolagewählt     | Partito Comunista Italiano              | 30.451  | 25,9 |
|                          | Vincenzo Milillogewählt    | Partito Socialista Italiano             | 14.683  | 12,5 |
|                          | Giacomo Acerbo             | Partito Monarchico Popolare             | 8.789   | 7,5  |
|                          | Vittorio Campobassi        | Movimento Sociale Italiano              | 6.375   | 5,4  |
|                          | Fileno Manni               | Partito Socialista Democratico Italiano | 3.603   | 3,1  |
|                          | Raffaele Paolucci          | Partito Nazionale Monarchico            | 2.654   | 2,3  |
|                          | Antonio Di Monte           | Partito Liberale Italiano               | 1.679   | 1,4  |
|                          | Massimiliano Melatti       | PRI – PR                                | 956     | 0,8  |
|                          | Michele Balice             | Partito Nazionale del Lavoro            | 864     | 0,7  |
| Gesamt                   | Gesamt                     | Gesamt                                  | 117.526 | 100  |
|                          |                            |                                         |         |      |
| Ungültige Stimmen        | Ungültige Stimmen          | Ungültige Stimmen                       | 5.830   | 4,7  |
| Wähler                   | Wähler                     | Wähler                                  | 123.356 | 88,5 |
| Wahlberechtigte          | Wahlberechtigte            | Wahlberechtigte                         | 139.441 |      |
|                          |                            |                                         |         |      |
| Quelle: Innenministerium |                            |                                         |         |      |

#### Parlamentswahl 1963
| Kandidaten               | Kandidaten              | Parteien                                         | Stimmen | %    |
| ------------------------ | ----------------------- | ------------------------------------------------ | ------- | ---- |
|                          | G. Iannucci             | Democrazia Cristiana                             | 48.389  | 39,5 |
|                          | F. D’Angelosantegewählt | Partito Comunista Italiano                       | 32.486  | 26,5 |
|                          | V. Milillogewählt       | Partito Socialista Italiano                      | 17.517  | 14,3 |
|                          | V. Campobassi           | Movimento Sociale Italiano                       | 9.029   | 7,4  |
|                          | R. Di Censo             | Partito Socialista Democratico Italiano          | 6.563   | 5,4  |
|                          | A. Di Monte             | Partito Liberale Italiano                        | 6.317   | 5,2  |
|                          | D. Presutti             | Partito Democratico Italiano di Unità Monarchica | 1.229   | 1,0  |
|                          | A. Olivieri             | Partito Repubblicano Italiano                    | 989     | 0,8  |
| Gesamt                   | Gesamt                  | Gesamt                                           | 122.519 | 100  |
|                          |                         |                                                  |         |      |
| Ungültige Stimmen        | Ungültige Stimmen       | Ungültige Stimmen                                | 6.700   | 5,2  |
| Wähler                   | Wähler                  | Wähler                                           | 129.219 | 88,1 |
| Wahlberechtigte          | Wahlberechtigte         | Wahlberechtigte                                  | 146.639 |      |
|                          |                         |                                                  |         |      |
| Quelle: Innenministerium |                         |                                                  |         |      |

#### Parlamentswahl 1968
| Kandidaten               | Kandidaten              | Parteien                                  | Stimmen | %    |
| ------------------------ | ----------------------- | ----------------------------------------- | ------- | ---- |
|                          | F. Cutilli              | Democrazia Cristiana                      | 53.520  | 41,5 |
|                          | F. D’Angelosantegewählt | Partito Comunista Italiano – PSIUP        | 39.748  | 30,8 |
|                          | E. Bonacina             | Partito Socialista Unificato (PSI – PSDI) | 15.557  | 12,1 |
|                          | V. Campobassi           | MSI – PDIUM                               | 11.707  | 9,1  |
|                          | C. Di Rocco             | Partito Liberale Italiano                 | 6.596   | 5,1  |
|                          | A. Olivieri             | Partito Repubblicano Italiano             | 1.886   | 1,5  |
| Gesamt                   | Gesamt                  | Gesamt                                    | 129.014 | 100  |
|                          |                         |                                           |         |      |
| Ungültige Stimmen        | Ungültige Stimmen       | Ungültige Stimmen                         | 8.592   | 6,2  |
| Wähler                   | Wähler                  | Wähler                                    | 137.606 | 88,0 |
| Wahlberechtigte          | Wahlberechtigte         | Wahlberechtigte                           | 156.356 |      |
|                          |                         |                                           |         |      |
| Quelle: Innenministerium |                         |                                           |         |      |

#### Parlamentswahl 1972
| Kandidaten               | Kandidaten              | Parteien                                      | Stimmen | %    |
| ------------------------ | ----------------------- | --------------------------------------------- | ------- | ---- |
|                          | G. Novello              | Democrazia Cristiana                          | 59.906  | 42,9 |
|                          | F. D’Angelosantegewählt | PCI – PSIUP                                   | 40.804  | 29,2 |
|                          | C. Marcantonio          | Movimento Sociale Italiano – Destra Nazionale | 14.468  | 10,4 |
|                          | R. Di Primio            | Partito Socialista Italiano                   | 12.423  | 8,9  |
|                          | D. A. A. Durini         | Partito Socialista Democratico Italiano       | 7.010   | 5,0  |
|                          | A. Di Monte             | Partito Liberale Italiano                     | 2.776   | 2,0  |
|                          | A. Olivieri             | Partito Repubblicano Italiano                 | 2.177   | 1,6  |
| Gesamt                   | Gesamt                  | Gesamt                                        | 139.564 | 100  |
|                          |                         |                                               |         |      |
| Ungültige Stimmen        | Ungültige Stimmen       | Ungültige Stimmen                             | 6.282   | 4,3  |
| Wähler                   | Wähler                  | Wähler                                        | 145.846 | 88,0 |
| Wahlberechtigte          | Wahlberechtigte         | Wahlberechtigte                               | 165.709 |      |
|                          |                         |                                               |         |      |
| Quelle: Innenministerium |                         |                                               |         |      |

#### Parlamentswahl 1976
| Kandidaten               | Kandidaten                          | Parteien                                      | Stimmen | %    |
| ------------------------ | ----------------------------------- | --------------------------------------------- | ------- | ---- |
|                          | Leonardo Vecchiet                   | Democrazia Cristiana                          | 61.134  | 40,7 |
|                          | Francescopaolo D’Angelosantegewählt | Partito Comunista Italiano                    | 56.320  | 37,5 |
|                          | Raffaele Di Primio                  | Partito Socialista Italiano                   | 12.223  | 8,1  |
|                          | Carlo Ciampoli                      | Movimento Sociale Italiano – Destra Nazionale | 10.952  | 7,3  |
|                          | Franco Brunetti                     | Partito Socialista Democratico Italiano       | 3.987   | 2,7  |
|                          | Aldo Olivieri                       | Partito Repubblicano Italiano                 | 3.202   | 2,1  |
|                          | Antonio Vincenzo Di Monte           | Partito Liberale Italiano                     | 1.086   | 0,7  |
|                          | Luigino Del Gatto                   | Partito Radicale                              | 1.040   | 0,7  |
|                          | Mario Salvatore Tucceri             | Gruppo Margherita                             | 284     | 0,2  |
| Gesamt                   | Gesamt                              | Gesamt                                        | 150.228 | 100  |
|                          |                                     |                                               |         |      |
| Ungültige Stimmen        | Ungültige Stimmen                   | Ungültige Stimmen                             | 5.477   | 3,5  |
| Wähler                   | Wähler                              | Wähler                                        | 155.705 | 90,3 |
| Wahlberechtigte          | Wahlberechtigte                     | Wahlberechtigte                               | 172.459 |      |
|                          |                                     |                                               |         |      |
| Quelle: Innenministerium |                                     |                                               |         |      |

#### Parlamentswahl 1979
| Kandidaten               | Kandidaten          | Parteien                                      | Stimmen | %    |
| ------------------------ | ------------------- | --------------------------------------------- | ------- | ---- |
|                          | A. D’Archivio       | Democrazia Cristiana                          | 62.933  | 42,0 |
|                          | N. Felicettigewählt | Partito Comunista Italiano                    | 50.320  | 33,6 |
|                          | E. E. Di Blasio     | Partito Socialista Italiano                   | 13.003  | 8,7  |
|                          | C. Di Rocco         | Movimento Sociale Italiano – Destra Nazionale | 9.520   | 6,4  |
|                          | A. Buccella         | Partito Socialista Democratico Italiano       | 4.688   | 3,1  |
|                          | G. Castiglione      | Partito Radicale                              | 3.546   | 2,4  |
|                          | A. Olivieri         | Partito Repubblicano Italiano                 | 3.425   | 2,3  |
|                          | A. V. Di Monte      | Partito Liberale Italiano                     | 1.713   | 1,1  |
|                          | V. Ricci            | Costituente di Destra – Democrazia Nazionale  | 504     | 0,3  |
|                          | C. A. M. D’Amore    | Fiore Margherita                              | 256     | 0,2  |
| Gesamt                   | Gesamt              | Gesamt                                        | 149.908 | 100  |
|                          |                     |                                               |         |      |
| Ungültige Stimmen        | Ungültige Stimmen   | Ungültige Stimmen                             | 8.514   | 5,4  |
| Wähler                   | Wähler              | Wähler                                        | 158.422 | 84,3 |
| Wahlberechtigte          | Wahlberechtigte     | Wahlberechtigte                               | 187.896 |      |
|                          |                     |                                               |         |      |
| Quelle: Innenministerium |                     |                                               |         |      |

#### Parlamentswahl 1983
| Kandidaten               | Kandidaten                  | Parteien                                      | Stimmen | %    |
| ------------------------ | --------------------------- | --------------------------------------------- | ------- | ---- |
|                          | Arialdo Giuseppe D’Archivio | Democrazia Cristiana                          | 56.745  | 37,2 |
|                          | Nevio Felicettigewählt      | Partito Comunista Italiano                    | 50.110  | 32,9 |
|                          | Nando Umberto Filograsso    | Partito Socialista Italiano                   | 13.734  | 9,0  |
|                          | Roberto Colletti            | Movimento Sociale Italiano – Destra Nazionale | 12.973  | 8,5  |
|                          | Mario Severini              | PLI – PRI                                     | 6.406   | 4,2  |
|                          | Ottorino Principe           | Partito Socialista Democratico Italiano       | 5.465   | 3,6  |
|                          | Iolanda Fanò                | Partito Nazionale Pensionati                  | 3.700   | 2,4  |
|                          | Luigino Del Gatto           | Partito Radicale                              | 2.932   | 1,9  |
|                          | Americo Zingaretti          | Lista per Trieste – PPPIU                     | 420     | 0,3  |
| Gesamt                   | Gesamt                      | Gesamt                                        | 152.485 | 100  |
|                          |                             |                                               |         |      |
| Ungültige Stimmen        | Ungültige Stimmen           | Ungültige Stimmen                             | 12.176  | 7,4  |
| Wähler                   | Wähler                      | Wähler                                        | 164.661 | 84,2 |
| Wahlberechtigte          | Wahlberechtigte             | Wahlberechtigte                               | 195.519 |      |
|                          |                             |                                               |         |      |
| Quelle: Innenministerium |                             |                                               |         |      |

#### Parlamentswahl 1987
| Kandidaten               | Kandidaten           | Parteien                                      | Stimmen | %    |
| ------------------------ | -------------------- | --------------------------------------------- | ------- | ---- |
|                          | E. F. D’Annunzio     | Democrazia Cristiana                          | 60.829  | 38,1 |
|                          | M. Torlontanogewählt | Partito Comunista Italiano                    | 50.311  | 31,5 |
|                          | P. Di Bartolomeo     | Partito Socialista Italiano                   | 17.578  | 11,0 |
|                          | F. Cuccheri          | Movimento Sociale Italiano – Destra Nazionale | 10.038  | 6,3  |
|                          | D. A. A. Duruni      | Partito Socialista Democratico Italiano       | 5.814   | 3,6  |
|                          | P. D’Orazio          | Partito Radicale                              | 4.000   | 2,5  |
|                          | N. Marcheggiani      | Partito Repubblicano Italiano                 | 3.278   | 2,1  |
|                          | G. Locasciulli       | Lista Verde                                   | 3.271   | 2,0  |
|                          | G. Ferri             | Partito Liberale Italiano                     | 1.991   | 1,2  |
|                          | E. Di Ciò            | Democrazia Proletaria                         | 1.628   | 1,0  |
|                          | G. Isgrò             | Liga Veneta – Pensionati Uniti                | 771     | 0,5  |
|                          | R. Socci             | Alleanza Popolare Pensionati                  | 131     | 0,1  |
| Gesamt                   | Gesamt               | Gesamt                                        | 159.640 | 100  |
|                          |                      |                                               |         |      |
| Ungültige Stimmen        | Ungültige Stimmen    | Ungültige Stimmen                             | 9.647   | 5,7  |
| Wähler                   | Wähler               | Wähler                                        | 169.287 | 83,2 |
| Wahlberechtigte          | Wahlberechtigte      | Wahlberechtigte                               | 203.514 |      |
|                          |                      |                                               |         |      |
| Quelle: Innenministerium |                      |                                               |         |      |

#### Parlamentswahl 1992
| Kandidaten               | Kandidaten                   | Parteien                                      | Stimmen | %    |
| ------------------------ | ---------------------------- | --------------------------------------------- | ------- | ---- |
|                          | Piergiorgio Landini          | Democrazia Cristiana                          | 49.429  | 30,4 |
|                          | Glauco Torlontanogewählt     | Partito Democratico della Sinistra            | 43.494  | 26,8 |
|                          | Giorgio D’Amico              | Partito Socialista Italiano                   | 22.995  | 14,2 |
|                          | Maria Vevante Scioletti      | Movimento Sociale Italiano – Destra Nazionale | 13.058  | 8,0  |
|                          | Francescopaolo D’Angelosante | Partito della Rifondazione Comunista          | 11.775  | 7,2  |
|                          | Giovanni Cetteo Giannandrea  | Federazione dei Verdi                         | 6.124   | 3,8  |
|                          | Alfonso Profeta              | Partito Repubblicano Italiano                 | 5.228   | 3,2  |
|                          | Giancarlo Ferri              | Partito Liberale Italiano                     | 4.921   | 3,0  |
|                          | Giulio Filiberti             | Partito Socialista Democratico Italiano       | 3.422   | 2,1  |
|                          | Raffaele Russo               | Lega Nord                                     | 1.525   | 0,9  |
|                          | Cosimo Dragonetti De Torres  | Federalismo – Pensionati Uomini Vivi          | 492     | 0,3  |
| Gesamt                   | Gesamt                       | Gesamt                                        | 162.463 | 100  |
|                          |                              |                                               |         |      |
| Ungültige Stimmen        | Ungültige Stimmen            | Ungültige Stimmen                             | 13.233  | 7,5  |
| Wähler                   | Wähler                       | Wähler                                        | 175.696 | 79,6 |
| Wahlberechtigte          | Wahlberechtigte              | Wahlberechtigte                               | 220.719 |      |
|                          |                              |                                               |         |      |
| Quelle: Innenministerium |                              |                                               |         |      |

## Von 1993 bis 2005

### Wahlkreisgebiet
Der Wahlkreis umfasste 20 Gemeinden: Silvi, Alanno, Cappelle sul Tavo, Catignano, Cepagatti, Città Sant’Angelo, Collecorvino, Cugnoli, Elice, Loreto Aprutino, Montesilvano, Moscufo, Nocciano, Penne, Pescara, Pianella, Picciano, Rosciano, Scafa, Spoltore.

### Wahlergebnisse

#### Parlamentswahl 1994
| Kandidaten               | Kandidaten               | Parteien           | Stimmen | %    |
| ------------------------ | ------------------------ | ------------------ | ------- | ---- |
|                          | Glauco Torlontanogewählt | Progressisti       | 61.439  | 40,1 |
|                          | Pietro Cascella          | Forza Italia – CCD | 34.155  | 22,3 |
|                          | Roberto Colletti         | Alleanza Nazionale | 32.316  | 21,1 |
|                          | Alfonso Vasile           | Patto per l’Italia | 17.956  | 11,7 |
|                          | Raffaele Delfino         | Delfino al Senato  | 7.414   | 4,8  |
| Gesamt                   | Gesamt                   | Gesamt             | 153.280 | 100  |
|                          |                          |                    |         |      |
| Ungültige Stimmen        | Ungültige Stimmen        | Ungültige Stimmen  | 10.584  | 6,5  |
| Wähler                   | Wähler                   | Wähler             | 163.864 | 83,4 |
| Wahlberechtigte          | Wahlberechtigte          | Wahlberechtigte    | 196.591 |      |
|                          |                          |                    |         |      |
| Quelle: Innenministerium |                          |                    |         |      |

#### Parlamentswahl 1996
| Kandidaten               | Kandidaten                      | Parteien            | Stimmen | %    |
| ------------------------ | ------------------------------- | ------------------- | ------- | ---- |
|                          | Bruno Viserta Costantinigewählt | L’Ulivo             | 72.123  | 48,0 |
|                          | Andrea Pastoregewählt           | Polo per le Libertà | 70.458  | 46,9 |
|                          | Moniè Ferrara                   | Fiamma Tricolore    | 7.762   | 5,2  |
| Gesamt                   | Gesamt                          | Gesamt              | 150.343 | 100  |
|                          |                                 |                     |         |      |
| Ungültige Stimmen        | Ungültige Stimmen               | Ungültige Stimmen   | 12.404  | 7,6  |
| Wähler                   | Wähler                          | Wähler              | 162.747 | 80,6 |
| Wahlberechtigte          | Wahlberechtigte                 | Wahlberechtigte     | 201.913 |      |
|                          |                                 |                     |         |      |
| Quelle: Innenministerium |                                 |                     |         |      |

## Von 2017 bis 2020

### Wahlkreisgebiet
Der Wahlkreis umfasste 168 Gemeinden, d. h. alle 104 Gemeinden der Provinz Chieti, alle 46 Gemeinden der Provinz Pescara und 18 Gemeinden der Provinz L’Aquila (Anversa degli Abruzzi, Bugnara, Campo di Giove, Cansano, Cocullo, Corfinio, Introdacqua, Pacentro, Pettorano sul Gizio, Pratola Peligna, Prezza, Raiano, Rocca Pia, Roccacasale, Scanno, Sulmona, Villalago und Vittorito).

### Wahlergebnisse

#### Parlamentswahl 2018
| Kandidaten               | Kandidaten             | Stimmen | %    | Listen                         | Stimmen | %    |
| ------------------------ | ---------------------- | ------- | ---- | ------------------------------ | ------- | ---- |
|                          | Primo Di Nicolagewählt | 165.519 | 41,0 | Movimento 5 Stelle             | 165.519 | 41,0 |
|                          | Antonella Di Nino      | 138.259 | 34,2 | Forza Italia                   | 64.233  | 15,9 |
| Lega per Salvini Premier | Antonella Di Nino      | 138.259 | 34,2 | 51.252                         | 12,7    |      |
| Fratelli d’Italia        | Antonella Di Nino      | 138.259 | 34,2 | 18.065                         | 4,5     |      |
| Noi con l’Italia – UDC   | Antonella Di Nino      | 138.259 | 34,2 | 4.709                          | 1,2     |      |
|                          | Federica Chiavaroli    | 72.586  | 18,0 | Partito Democratico            | 56.231  | 13,9 |
| Civica Popolare          | Federica Chiavaroli    | 72.586  | 18,0 | 8.767                          | 2,2     |      |
| +Europa                  | Federica Chiavaroli    | 72.586  | 18,0 | 5.918                          | 1,5     |      |
| Italia Europa Insieme    | Federica Chiavaroli    | 72.586  | 18,0 | 1.670                          | 0,4     |      |
|                          | Mirella Moresco        | 10.454  | 2,6  | Liberi e Uguali                | 10.454  | 2,6  |
|                          | Franco Cilli           | 4.870   | 1,2  | Potere al Popolo!              | 4.870   | 1,2  |
|                          | Mirko Iacomelli        | 3.647   | 0,9  | CasaPound Italia               | 3.647   | 0,9  |
|                          | Andrea D’Ingeo         | 3.225   | 0,8  | Il Popolo della Famiglia       | 3.225   | 0,8  |
|                          | Alice Di Falco         | 2.492   | 0,6  | Partito Comunista              | 2.492   | 0,6  |
|                          | Orlando Palmer         | 1.988   | 0,5  | Italia agli Italiani (FT – FN) | 1.988   | 0,5  |
|                          | Giuseppe Paolone       | 731     | 0,2  | Partito Valore Umano           | 731     | 0,2  |
| Gesamt                   | Gesamt                 | 403.771 | 100  |                                | 403.771 | 100  |
|                          |                        |         |      |                                |         |      |
| Ungültige Stimmen        | Ungültige Stimmen      | 15.007  | 3,6  |                                |         |      |
| Wähler                   | Wähler                 | 418.778 | 75,1 |                                |         |      |
| Wahlberechtigte          | Wahlberechtigte        | 557.917 |      |                                |         |      |
|                          |                        |         |      |                                |         |      |
| Quelle: Innenministerium |                        |         |      |                                |         |      |

## Seit 2020

### Wahlkreisgebiet
Der Wahlkreis umfasst alle Gemeinden der Region.

#### Parlamentswahl 2022
| Kandidaten                          | Kandidaten                  | Stimmen   | %    | Listen                                                  | Stimmen | %    |
| ----------------------------------- | --------------------------- | --------- | ---- | ------------------------------------------------------- | ------- | ---- |
|                                     | Guido Quintino Lirisgewählt | 301.793   | 48,3 | Fratelli d’Italia                                       | 170.074 | 27,2 |
| Forza Italia                        | Guido Quintino Lirisgewählt | 301.793   | 48,3 | 75.663                                                  | 12,1    |      |
| Lega per Salvini Premier            | Guido Quintino Lirisgewählt | 301.793   | 48,3 | 51.747                                                  | 8,3     |      |
| Noi Moderati                        | Guido Quintino Lirisgewählt | 301.793   | 48,3 | 4.309                                                   | 0,7     |      |
|                                     | Massimo Carugno             | 133.485   | 21,4 | Partito Democratico – Italia Democratica e Progressista | 100.475 | 16,1 |
| Alleanza Verdi e Sinistra           | Massimo Carugno             | 133.485   | 21,4 | 16.874                                                  | 2,7     |      |
| +Europa                             | Massimo Carugno             | 133.485   | 21,4 | 12.271                                                  | 2,0     |      |
| Impegno Civico – Centro Democratico | Massimo Carugno             | 133.485   | 21,4 | 3.865                                                   | 0,6     |      |
|                                     | Isidoro Gianluca Malandra   | 116.921   | 18,7 | Movimento 5 Stelle                                      | 116.921 | 18,7 |
|                                     | Gianfranco Giuliante        | 38.011    | 6,1  | Azione – Italia Viva                                    | 38.011  | 6,1  |
|                                     | Aldo Di Bacco               | 11.976    | 1,9  | Italexit per l’Italia                                   | 11.976  | 1,9  |
|                                     | Raffaele D’Agata            | 10.172    | 1,6  | Unione Popolare                                         | 10.172  | 1,6  |
|                                     | Gianluca Baldini            | 7.875     | 1,3  | Italia Sovrana e Popolare                               | 7.875   | 1,3  |
|                                     | Nino Bruno                  | 2.819     | 0,5  | Vita                                                    | 2.819   | 0,5  |
|                                     | Laura Leone                 | 1.648     | 0,3  | Alternativa per l’Italia (PdF – Exit)                   | 1.648   | 0,3  |
| Gesamt                              | Gesamt                      | 624.700   | 100  |                                                         | 624.700 | 100  |
|                                     |                             |           |      |                                                         |         |      |
| Ungültige Stimmen                   | Ungültige Stimmen           | 32.433    | 4,9  |                                                         |         |      |
| Wähler                              | Wähler                      | 657.133   | 64,0 |                                                         |         |      |
| Wahlberechtigte                     | Wahlberechtigte             | 1.026.974 |      |                                                         |         |      |
|                                     |                             |           |      |                                                         |         |      |
| Quelle: Innenministerium            |                             |           |      |                                                         |         |      |